# Dan Dickau
Daniel (Dan) David Dickau (ur. 17 września 1978 w Portland) – amerykański koszykarz polskiego pochodzenia, występujący na pozycji rozgrywającego.

## Kariera
Ukończył Prairie High School w Brush Prairie, Washington. Grał w zespole Huskies na University of Washington, przeniósł się na Gonzaga University by grać dla Bulldogs. Na ostatnim roku studiów wybrano go do prestiżowego pierwszego zespołu All-American. Wybrany w drafcie w 2002 w pierwszej rundzie z 28. numerem przez Sacramento Kings, wymieniony do Atlanta Hawks.
17 grudnia 2005 podczas gry doznał urazu ścięgna Achillesa. 12 sierpnia 2008 podpisał kontrakt z Air Avellino z ligi włoskiej Lega Basket A, za porozumieniem stron 29 września 2008 rozwiązano kontrakt. Od stycznia 2009 występował w Brose Baskets Bamberg z niemieckiej Basketball-Bundesliga. Od 17 lutego 2010 związał się z zespołem NBA Development League Fort Wayne Mad Ants.

## Polskie pochodzenie
Dan Dickau był przymierzany do Reprezentacji Polski przed Eurobasketem 2009. Posiada polskie korzenie, jego dziadek nazywał się Józef Ochałek, pochodził spod Jasła. W 1932 wyjechał do Stanów Zjednoczonych, ale nie zrzekł się polskiego obywatelstwa. Polką jest również babka Dana ze strony matki.